# Mano di mummia
Mano di mummia (The Curse of the Mummy's Tomb) è il quinto romanzo della collana Piccoli brividi di R. L. Stine.
La storia ha avuto un seguito, Il ritorno della mummia, ventitreesimo libro della serie.

## Trama
Gabe, una ragazza dodicenne, si trova con i genitori al Cairo, in vacanza durante il Natale. Quando però i suoi genitori sono richiamati per affari, lei insiste per rimanere e viene affidata allo zio Ben, famoso archeologo che promette di portarla a visitare l'interno della Grande piramide, normalmente inaccessibile al pubblico. È però costretta a sopportare la presenza della cugina Sari, che si mette sempre in competizione per apparire migliore di chiunque e che pungola Gabe dandole della fifona.
Zio Ben è in quei giorni coinvolto in una scoperta esaltante, avendo da poco individuato un'intricata rete di tunnel e passaggi segreti sotto la Grande Piramide. Porta con sé le ragazze nella piramide dove incontrano Ahmed, studente dell'Università del Cairo che segue i progetti nella piramide e che avverte di fermare i lavori, a causa di una maledizione che è convinto colpirà i ricercatori. Ma zio Ben non crede alle maledizioni, sebbene presto le cose iniziano ad andare male: una misteriosa malattia colpisce gli assistenti dello zio Ben, che perdono di colpo l'uso della parola. Ad aggravare la situazione Gabe e Sari vengono rapite da Ahmed e riescono a malapena a fuggire.
Riuscendosi a mettere in salvo, ritrovano lo zio Ben che stavolta decide di portarle con sé nel sito archeologico, per la maggior sicurezza delle ragazze. Gabe però si perde e cade in una fossa dove scopre una stanza piena di mummie.
Quando Sari la trova, è entusiasta della scoperta, tuttavia le due si trovano a dover affrontare un nuovo incubo: essere mummificati da vivi da Ahmed che, in pieno delirio, sostiene di essere la reincarnazione di un'antica sacerdotessa; tramite lui avverrà la maledizione di cui aveva sempre parlato.
Nonostante zio Ben ritrovi le ragazze, Ahmed riesce ad avere la meglio sui tre che rischiano di venire bolliti vivi in una pozza di pece. In preda al panico Gabe estrae il suo porta fortuna una mano di mummia che la leggenda vuole essere in grado di evocare gli spiriti. Le mummie nella piramide prendono vita e si scagliano contro Ahmed che, terrorizzato, fugge lasciando Gabe, Sari e lo zio sani e salvi; le mummie tornano al loro riposo senza dare più segno di vita.

## Edizioni
- R. L. Stine, Mano di mummia, traduzione di Chiara Belliti, collana Piccoli brividi, Arnoldo Mondadori Editore, 1994,  p. 175, ISBN 88-04-38783-1.